# Palhano
Palhano là một đô thị thuộc bang Ceará, Brasil. Đô thị này có diện tích 442,785 km², dân số năm 2007 là 8763 người, mật độ 19,79 người/km².